# 短茎拟疣胞藓属
短茎拟疣胞藓属（学名：Clastobryopsis）也称竹藓属，为锦藓科的一个属。

## 物种
本属包括以下物种：
- 短肋竹蘚 Clastobryopsis brevinervis，短茎拟疣胞藓[1]
- 扁枝竹蘚 Clastobryopsis planula
- 粗枝拟疣胞藓 Clastobryopsis robusta[2]